# TaxSlayer Center
El TaxSlayer Center, (anteriormente conocido como The MARK of the Quad Cities y iWireless Center) es un complejo deportivo de multiuso, con una capacidad máxima de 12 000 espectadores y disminuyendo dependiendo del espectáculo que se de, ubicado en Moline, Illinois, Estados Unidos. El complejo ha generado numerosos elogios de industrias arquitectónicas pemiado desde su construcción. La arena fue inaugurada el 28 de mayo de 1993 bajo el nombre de The MARK of the Quad Cities con el cantante Neil Diamond en la ceremonia de apertura.
El complejo recibe a los Quad City Mallards de la ECHL, quienes hacen de local. El 1 de octubre de 2017, el recinto paso a llamarse TaxSlayer Center.

## Eventos deportivos
La arena ha sido anfitriona de la NCAA División 1 en los juegos colegiales de baloncesto (incluyendo el torneo varonil de baloncesto Mid-Continent Conference desde 1996 a 1999) en adición a varios encuentros de la NHL y NBA. El ahora difunto equipo de baloncesto llamado Quad City Thunder jugaron sus encuentros desde el iWireless Center desde 1993 hasta el Continental Basketball Association durante los siguientes ocho años. El hockey también ha sido un de los deportes de los cuales han sido vistos en la arena desde 1995. Los primeros 12 años fueron usados por los Quad City Mallards de la United Hockey League, luego por los dos años siguientes fue usado por los entonces Quad City Flames de la American Hockey League, antes de mudarse a Abbotsford, Columbia Británica, Canadá. Luego de la partida de los Flames, los Quad City Mallards volverían en junio de 2009, quienes todavía juegan en la arena. En 2009, el equipo de club de hockey de los Western Illinois University, los Fighting Leathernecks, se convirtieron en los que menos asistentes llevaban a la arena. Ellos continúan jugando en el complejo, conllevando 4 partidos por temporada. Desde 2000 hasta 2009, el complejo se convertiría en una arena de los juegos de la Football League, llegando a ser los anfitriones del equipo de los Quad City Steamwheelers de la liga AF2, quienes consiguieron ganar las primeras dos torneos de la Arena Cup en la historia de la liga (la arena ha sido anfitrión de dos de los juegos finales en la historia de los torneos de la Arena Cup).

## Configuración
La arena tiene una capacidad de 12.000 personas para eventos de conciertos incluyendo los asientos disponibles que se encuentran cerca del escenario. Toma cerca de seis horas para convertir el centro del complejo en un teatro (llamado The Theater (en español El Teatro) del iWireless Center). La capacidad de personas sentadas es de 3000 para eventos de teatro, incluyendo eventos de Broadway, conciertos y eventos familiares; y 6000 para conciertos de anfiteatro.
El centro ha conllevado eventos de lucha libre profesional, incluyendo al evento de 1997 Great American Bash de la promoción World Championship Wrestling, y el evento King of the Ring de 2015 de la promoción World Wrestling Entertainment, incluyendo numerosos programas de esta última promoción como Monday Night Raw, ECW y SmackDown.
La arena contiene 9448 metros cuadrados de terreno, permitiendo que la arena se utilice para ferias y convenciones; a su costado se encuentran 6096 metros cuadrados de espacio en la sala de reuniones y 3352 metros cuadrados en el vestíbulo del complejo. El récord de asistencia se rompió en 1996, cuando más de 12 000 personas asistieron al concierto de Neil Diamond.

## Los derechos del nombre
En agosto de 2005, iWireless (anteriormente Iowa Wireless, un afiliado del operador de red móvil, T-Mobile) anunció un acuerdo de 10 años con The MARK (nombre anterior) y el Illinois Quad City Civic Center autorizaron asegurar el nombre de la arena. El nombre cambió a "iWireless Center" el 19 de julio de 2007.